# Johang
Johang (nepalski: जोहाङ) – gaun wikas samiti w zachodniej części Nepalu w strefie Lumbini w dystrykcie Gulmi. Według nepalskiego spisu powszechnego z 2001 roku liczył on 1081 gospodarstw domowych i 5038 mieszkańców (2758 kobiet i 2280 mężczyzn).